# سيارة النوم إلى ترييستي
سيارة النوم إلى ترييستي هو فيلم إثارة كوميدي بريطاني عام 1948 من إخراج جون بادي كارستيرز وبطولة جان كينت وألبرت ليفين وديريك دي مارني ورونا أندرسون. كتبه آلان ماكينون وهو إعادة إنتاج لفيلم Rome Express عام 1932.

## الحبكة
تعيش زورتا وفاليا حياةً هانئةً في مجتمعٍ راقٍ. سرقت زورتا مذكراتٍ من خزنة سفارةٍ في باريس أثناء وجودهما ضيفتين في حفل استقبالٍ هناك، فقتلت خادمًا دخل على عملية السرقة. تسلم بول، الشريك في الجريمة، المذكرات، لكنه خانهما وحاول الفرار بها على متن قطار الشرق السريع بين باريس وترييستي. في الوقت المناسب، صعدت فاليا وزورتا إلى القطار، الذي كانت المقصورات فيه قليلة، مما أدى إلى عواقب غير مقصودة.
يبدأون في البحث عن بول، الذي يسعى لإخفاء نفسه والمذكرات، التي يقال إنها قادرة على إشعال صراع جديد في أعقاب الحرب العالمية الثانية. ومن بين المسافرين الآخرين على متن القطار، والذين تورط بعضهم بشكل عرضي في المؤامرة، رقيب في الجيش الأمريكي لديه حب للسيدات، وزوجان زانيان، وسماسرة بورصة مزعجون، وكاتب متعجرف وثري، وسكرتيرته المهزومة، وعالم طيور، ومفتش شرطة فرنسي شهير. يقدم الموظفون والركاب الآخرون مشاهد خفيفة الظل. تمر المذكرات بين أيدي العديد من الأشخاص قبل أن تحقق الشرطة في وفاة بول الغامضة. وعندما إكملت بنجاح، أخذتها زورتا تحت تهديد السلاح وقفزت من القطار... ليس بأمان على المسارات ولكن دون علم مباشرة أمام قطار سريع عابر.

## طاقم التمثيل
- جان كينت في دور فاليا
- ألبرت ليفين في دور زورتا
- ديريك دي مارني في دور جورج جرانت
- بول دوبويه في دور المفتش جوليف
- رونا أندرسون في دور جوان ماكستيد
- ديفيد توملينسون في دور توم بيشوب
- بونار كوليانو في دور الرقيب ويست
- فينلي كوري في دور أليستر ماكبين
- غريغوار أصلان في دور بوارييه، الشيف (مثل كوكو أصلان)
- آلان ويتلي في دور كارل/تشارلز بول
- هيو بيردن في دور ميلز
- ديفيد هاتشيسون في دور دينينج
- كلود لارو في دور أندريه
- زينا مارشال في دور سوزان
- ليزلي ويستون في دور راندال
- ميخائيل وارد في دور إلفين
- يوجين ديكرز في دور جولز
- دينو جالفاني في دور بيير
- جورج دي ورفاز في دور شيف دو ترين
- جيرارد هاينز سفيراً

## الإنتاج
في أكتوبر 1947، أُعلن أن شركة Two Cities ستقوم بتصوير نسخة جديدة من Rome Express.
كان الفيلم معروفًا في الأصل باسم "سيارة النوم إلى فيينا". صور في استوديوهات دينهام خارج لندن، و صممت المجموعات بواسطة المدير الفني رالف برينتون.
ظهرت رونا أندرسون لأول مرة في فيلمها. قالت أندرسون: "لقد استمتعت به حقًا. كان فيلمًا مليئًا بالأداءات القصيرة اللطيفة".... كان لدى بادى كارستيرز طريقة جيدة للاسترخاء وأعتقد أنه كان لديه طريقة جيدة جدًا مع الممثلين بشكل عام."
كان هذا الفيلم هو الفيلم الوحيد الذي صنعه ألبرت ليفين أثناء تعاقده مع رانك لمدة خمس سنوات.
صرحت جين كينت لاحقًا بأنها "لم يعجبها" الفيلم "ولم تكن على وفاق" مع كارستيرز. "لم تكن تعرف أبدًا أين كنت معه".... لا أتذكر أنني استمتعت بها. كنت أرتدي ملابس غريبة. أردت أن أبدو فرنسية جدًا بملابس سوداء بسيطة وقبعة صغيرة، لكن كان عليّ ارتداء ملابس نيو لوك الغريبة هذه. كنت ألعب دور جاسوسة خارقة. لكن لصالح من كنت أتجسس؟

## الإطلاق
ثبت أن الفيلم أكثر شعبية في الولايات المتحدة من معظم الأفلام البريطانية، وتمتع بفترة عرض طويلة في نيويورك.

## الاستقبال
كتبت نشرة الفيلم الشهرية: "هذا فيلمٌ استغلّ قصةً مُركّزة، على الرغم من أن العديد من المشاهد والشخصيات غير ذات صلة. تتطلب الشخصيات الصعبة أداءً تمثيليًا مُتقنًا، وهو أداءٌ مُرضٍ عمومًا. ديفيد توملينسون مُملٌّ للغاية، وأداء آلان ويتلي لدور الرجل الهارب المُذعور كان ممتازًا. الفكاهة مُناسبة، والتشويق والنهاية مُمتازان. إنه ترفيهٌ جيد، ولكن ربما لا يُناسبه أولئك الذين شاهدوا فيلم Rome Express من قبل."
في دليل راديو تايمز للأفلام، أعطى ديفيد باركنسون الفيلم 2/5 نجوم، وكتب: "بينما كان فيلم Rome Express لعام 1932 عبارة عن دراما جريمة سريعة الحركة وأنيقة، فإن هذه النسخة الجديدة غير الضرورية هي نوع من الديزل الفرعي الذي يصر المخرج جون بادي كارستيرز على إيقافه في كل توقف في البلاد.... المقارنات أمر لا مفر منه، وإن كانت غير عادلة بعض الشيء، ولكن لا أحد من الممثلين يحسن من الشخصيات الأصلية."
كتبت صحيفة نيويورك تايمز: "ليست خالية من اللحظات الصعبة، ولكنها في المجمل رحلة مثيرة للاهتمام للغاية"...تمكن المخرج جون بادي كارستيرز بذكاء من توجيه المطاردين والمطاردين حول القطار بطريقة طبيعية وموثوقة بحيث تخلق إمكانية اللقاء الوشيك قدرًا كبيرًا من التوتر... لا يوجد أي من الشخصيات الرئيسية مألوفًا جدًا للجمهور هنا، وفي بعض الأحيان يضيع الحوار في حناجر بعض الممثلين، لكن الأداء مرضي بشكل عام."

## روابط خارجية
- سيارة النوم إلى ترييستي  على قاعدة بيانات الأفلام على الإنترنت (بالإنجليزية).
- النوم إلى ترييستي/ سيارة النوم إلى ترييستي في روتن توميتوز.
- Review of film at Variety